# Langue des signes chilienne

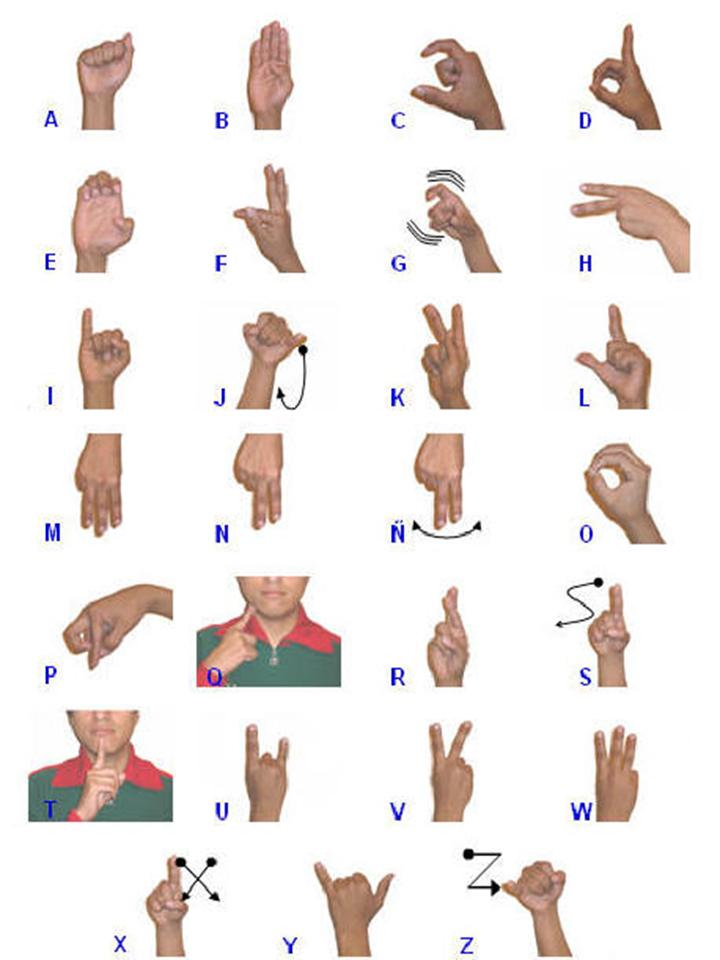
Alphabet manuel de la LSCh.

La langue des signes chilienne (en espagnol : Lengua de señas chilena ou Lenguaje de señas chileno, LSCh), est la langue des signes utilisée par les personnes sourdes et leurs proches du Chili.

## Caractéristiques
La LSCh est assez différente de la langue des signes américaine et l'intelligibilité de celle-ci est très faible au Chili.

## Utilisation
La LSCh est reconnue par le gouvernement comme la langue de la communauté sourde du Chili. Son utilisation est encouragée et se retrouve aussi bien dans les écoles pour sourds, les réunions d'associations de sourds et la traduction des journaux télévisés.